# Augusto de Beauharnais
Augusto de Beauharnais (em francês: Auguste Charles Eugène Napoléon; Milão, 9 de dezembro de 1810 – Lisboa, 28 de março de 1835), foi o primeiro marido da rainha Maria II e Príncipe Consorte de Portugal e Algarves de 26 de janeiro de 1835 até à sua morte dois meses depois. Foi também a partir de 1824 e até 1835 o segundo Duque de Leuchtenberg e Príncipe de Eichstätt. Ele também possuía o título brasileiro de Duque de Santa Cruz. Filho primogénito do príncipe Eugênio de Beauharnais, Duque de Leuchtenberg e de sua esposa, a princesa Augusta da Baviera, era irmão da imperatriz Amélia, segunda esposa de Pedro I do Brasil.

## Início de vida
Augusto de Beauharnais nasceu em 9 de dezembro de 1810 em Milão, filho do príncipe francês Eugênio de Beauharnais, enteado de Napoleão Bonaparte, e da princesa Augusta da Baviera, filha do rei Maximiliano I da Baviera.
Augusto passou a sua infância e parte de sua juventude na cidade de Munique, residência dos Wittelsbach, a família real da Baviera, da qual faziam parte, por sua mãe, que era uma princesa bávara. Augusto foi educado nos princípios da honra militar pelo pai, Eugênio, e da moral católica pela mãe, Augusta.
Em 14 de novembro de 1817, o seu avô materno o rei Maximiliano I concedeu a seu genro Eugênio o título de Duque de Leuchtenberg e Príncipe de Eichstätt, com direito ao tratamento de Alteza Real para ele e Alteza Serena para seus filhos, incluindo Augusto.
Além da posição e herança consolidadas, Eugênio, falecido jovem, em 21 de fevereiro de 1824, deixou à família um ilustre parentesco (o filho de sua irmã Hortensia viria a ser, em 1852, o Segundo Imperador da França com o título de Napoleão III) e uma fama "liberal" consolidada que marcou a existência de Augusto.

## Candidato ao trono da Bélgica
A primeira chance do cadete da família quase Napoleônica veio após a Revolução Belga, que começou em 25 de agosto de 1830 com o levante de Bruxelas. A independência proclamada no dia 4 de outubro seguinte, o recém-eleito Congresso Nacional da Bélgica votou pela forma monárquica e procedeu à eleição de um governante hereditário.
Por duas vezes, Augusto ficou em segundo lugar na votação: o duque de Nemours, segundo filho do rei Luís Filipe I da França, foi o preferido. Só que este último recusou a oferta, forçado pela oposição feroz das outras potências. Assim, o Congresso teve que se preparar para aceitar o candidato indicado pelos poderes, na pessoa de Leopoldo de Saxe-Coburgo-Gota.
Para Augusto, príncipe de uma casa não reinante, porém, esse resultado já poderia ser considerado um meio-sucesso, a respeito do qual ele poderia se gabar de créditos para a próxima ocasião. Tanto que a segunda ocasião não tardou a se apresentar noutro pequeno reino com um presente turbulento: Portugal.

## Passagem pelo Brasil
Após o casamento por procuração com do Imperador D. Pedro I do Brasil, com sua irmã Amélia, que insistiu para que o irmão a acompanhasse em sua viagem ao Brasil. Augusto não pretendia aceder ao desejo da nova Imperatriz, mas foi estimulado pela mãe a transferir-se para a corte do Rio de Janeiro. Antes de partir, o jovem, que ainda não havia atingido a maioridade, deixou pronto o seu testamento.

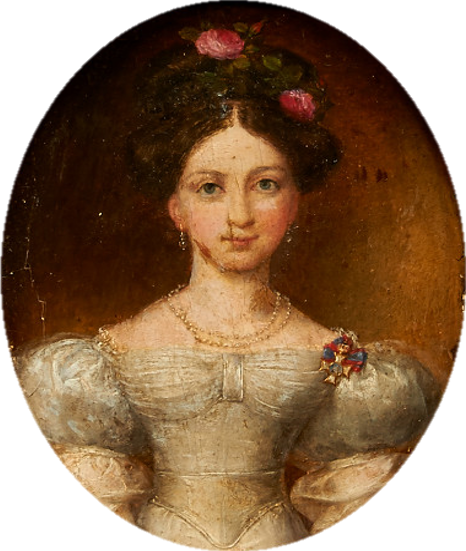
Amélia Irmã de Augusto na Época de seu casamento

Em solo brasileiro, ele passou a residir no Palácio Imperial de São Cristóvão e tornou-se muito próximo do cunhado. Em alvará datado de 5 de novembro de 1829, D. Pedro I concedeu a Augusto, enquanto príncipe de Eichstätt e duque de Leuchtenberg, o direito ao tratamento de Alteza Real em todo o território nacional. Em Carta Imperial datada do mesmo dia, o imperador concedeu-lhe o título de duque de Santa Cruz, também com tratamento de Alteza Real.

## Regresso à Europa e casamento com Maria II

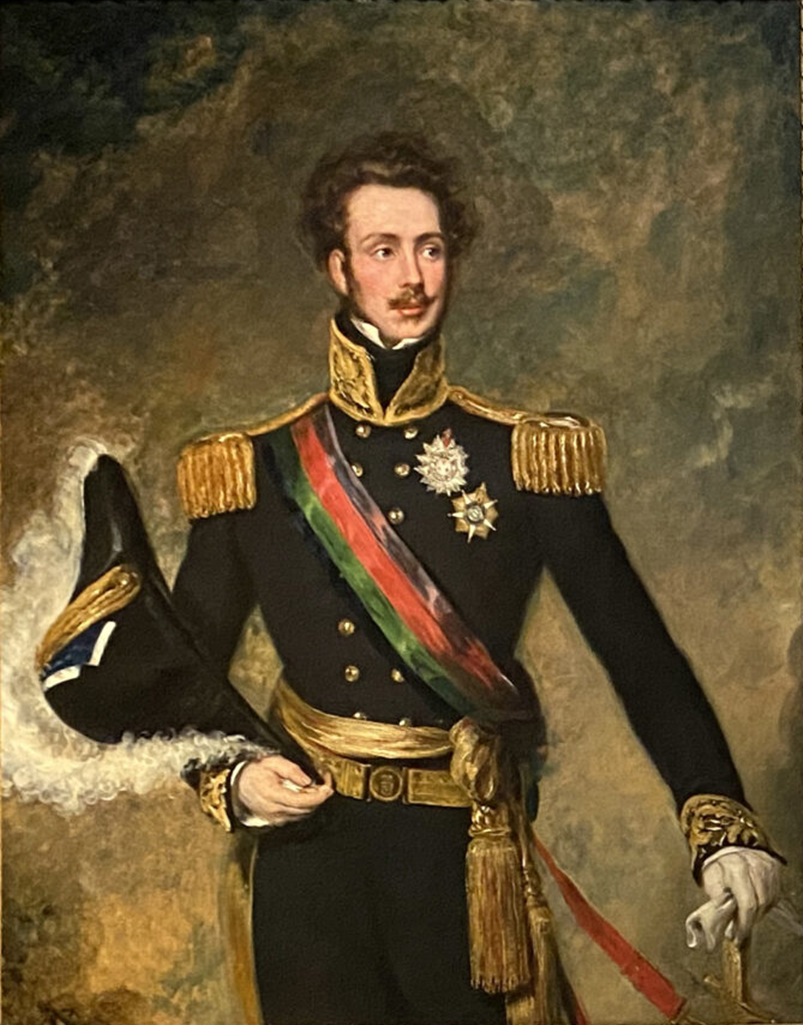
D. Augusto, enquanto Príncipe consorte de Portugal.

Quando D. Pedro I partiu para reconquistar o trono de Portugal para sua filha a rainha Maria II, Augusto voltou para a Baviera para junto dos seus familiares. Augusto foi o eleito por D. Pedro I, para marido da jovem rainha portuguesa pelas qualidades verificadas durante a sua estada no Brasil, quando acompanhou a sua irmã Amélia, segunda esposa do imperador.
Cumprindo o desejo do cunhado, Augusto casou com a rainha Maria II, enteada da sua irmã, por procuração, a 1 de dezembro de 1834, e por palavras e de presente, na Sé de Lisboa, a 26 de janeiro de 1835.

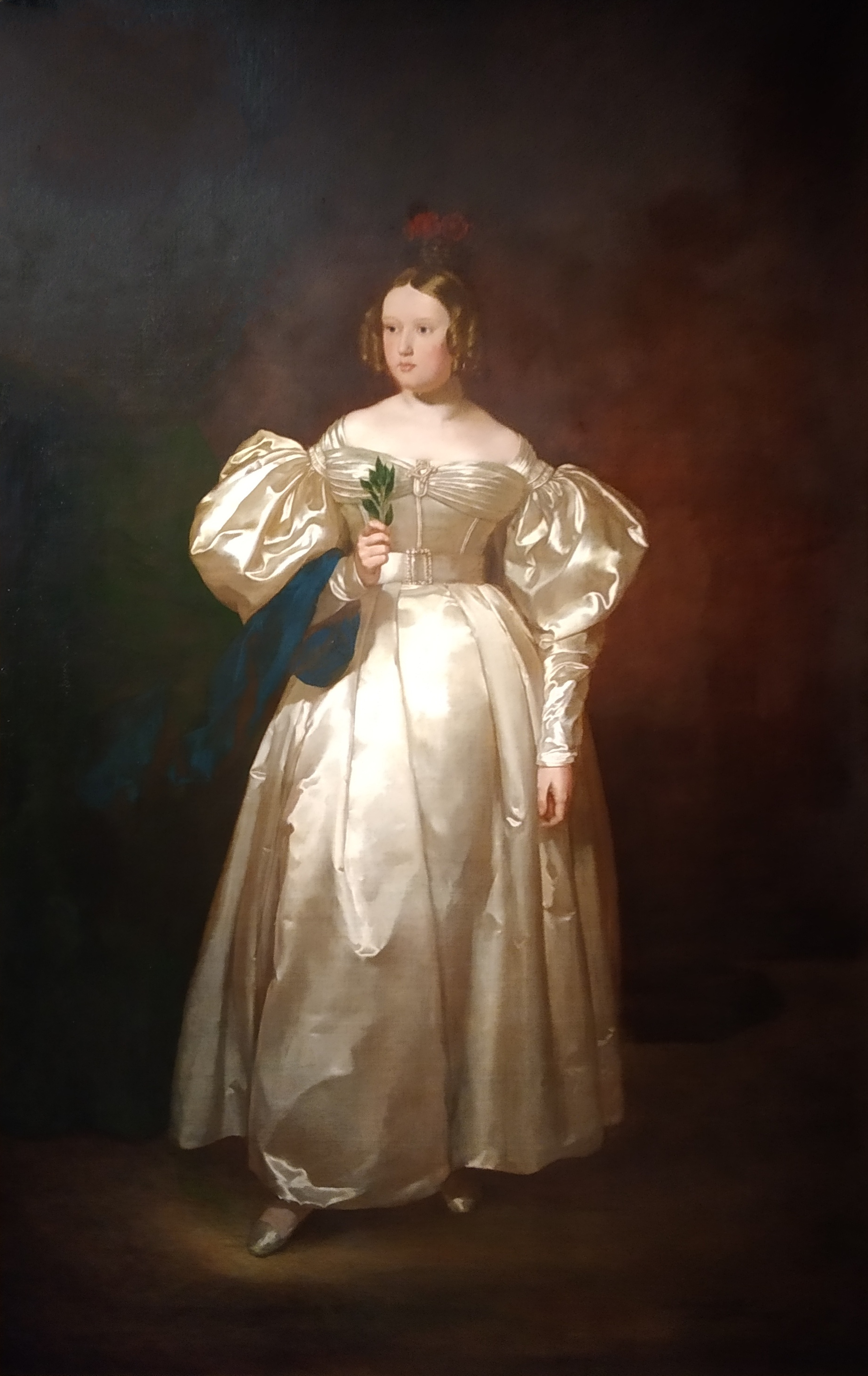
Maria II de Portugal esposa de Augusto

Augusto foi marechal do exército português e Par do Reino, tomando assento na Câmara Alta alguns dias após o matrimônio.

## Morte
Augusto morreu em 28 de março de 1835, no Palácio das Necessidades, em Lisboa, ao cabo de escassos dois meses de casamento e sem ter chegado a engravidar a soberana. Sua morte repentina e em tão pouca idade gerou grande distúrbio popular em Lisboa, pois corria o rumor de que o príncipe-consorte havia sido envenenado. Contudo, em carta enviada à duquesa Augusta, a antiga aia dos irmãos, Fanny Maucomble, descreveu a rápida evolução da doença de Augusto:
"[…] Parece-me que o Príncipe tinha começado a sofrer de uma ligeira dor de garganta sexta-feira dia 20. Não tinha dito nada, não dando importância ao facto. Infelizmente! Vós como eu, tínhamos conhecimento de como ele pouco cuidava da sua saúde […] Domingo saiu por volta das 7 horas para passear e disparar alguns tiros de carabina num pequeno parque ao redor da Ajuda. Fazia muito frio; pois neste país, na primavera as manhãs e as noites são frias e por isso perigosas.
Voltou para o almoço às 10 horas e não disse ainda nada do seu mal da laringe, que o estava atormentando. A 1 hora foi passear com a Rainha num lugar chamado Campo Grande, onde eram realizadas corridas a cavalo. Fazia calor, com um sol muito forte. Ficaram no carro aberto, no mesmo lugar por mais de uma hora a fim de observar as corridas. Ao regressar o Príncipe sofria ainda mais, mas jantou e desejou fazer uma partida de bilhar com a Rainha; no entanto foi obrigado a procurar a cama. Todo mundo o aconselhou de chamar um médico, mas não foi possível convencê-lo. O Conde Mejan e a Imperatriz o pregaram de colocar os pés na água e de lhe aplicar compressas de mostarda. Recusou. Finalmente na segunda-feira ele consentiu em falar com um médico. Este aplicou em primeiro lugar 24 sanguessugas à garganta […]"
"Após diversas outras tentativas e vendo nenhum êxito foram chamados outros médicos. O estado do paciente estava extremamente grave. A noite esteve calma, mas na manhã do dia 28 os médicos chamaram a Imperatriz a fim de inteirá-la de que, infelizmente, não existia mais alguma esperança e que preparasse o espírito da Rainha."
"A Imperatriz providenciou um sacerdote que subministrou os Sacramentos, que recebeu ao meio-dia. Em seguida se despediu com grande coragem de todos, falou longamente com a Rainha e recomendou a mesma à Imperatriz. Pouco depois entrou em agonia e às 2 horas exalou o último suspiro nos braços da Rainha e da Imperatriz, que não o haviam deixado um momento."
"O Príncipe deixou um grande pesar e ontem se realizaram grandes desordens na cidade, pois dizia-se que tinha sido envenenado. Isso obrigou a Imperatriz a mandar fazer, com grande precisão, uma autópsia por três médicos e convocou mais um doutor inglês, um francês e um espanhol, pedindo a opinião de cada um.
Este exame vai provar aquilo que nós todos sabemos, de que a morte do jovem homem foi completamente natural e unicamente causada por não ter curado o mal em tempo. Encontraram a garganta, o esófago e o estômago terrivelmente inflamados[…] Antes de morrer o Príncipe disse a Mr. Billing que morria tranquilo, mas que estava muito triste de findar sem ter podido fazer alguma coisa pela felicidade da Rainha e de Portugal."
Maria II casou-se em segundas núpcias com o príncipe Fernando de Saxe-Coburgo-Gota.
Jaz no Panteão Real da Dinastia de Bragança, no Mosteiro de São Vicente de Fora, em Lisboa.

## Duque de Santa Cruz

Armas do duque de Santa Cruz.

Duque de Santa Cruz foi um título de nobreza do Império Brasileiro criado por Carta Imperial de 5 de Novembro de 1829, por Pedro I do Brasil para seu cunhado o príncipe Augusto de Beauharnais.
O topônimo associado a este título é relativo à Fazenda Imperial de Santa Cruz, situada hoje no bairro de mesmo nome, na cidade de Rio de Janeiro.
Houve apenas um agraciado para este ducado.

## Títulos, estilos, e honrarias

### Títulos e estilos
- 9 de dezembro de 1810 – 11 de abril de 1814: Sua Alteza Imperial, Augusto de Beauharnais, Príncipe Francês
- 11 de abril de 1814 – 14 de novembro de 1817: Senhor Augusto de Beauharnais
- 14 de novembro de 1817 – 21 de fevereiro de 1824: Sua Alteza Sereníssima, o Príncipe Augusto de Leuchtenberg
- 21 de fevereiro de 1824 – 5 de novembro de 1829: Sua Alteza Sereníssima, o Duque de Leuchtenberg, Príncipe de Eichstätt
- 5 de novembro de 1829 – 26 de janeiro de 1835: Sua Alteza Real, o Duque de Santa Cruz, Duque de Leuchtenberg, Príncipe de Eichstätt
- 26 de janeiro de 1835 – 28 de março de 1835: Sua Alteza Real, o Príncipe Consorte de Portugal

## Galeria

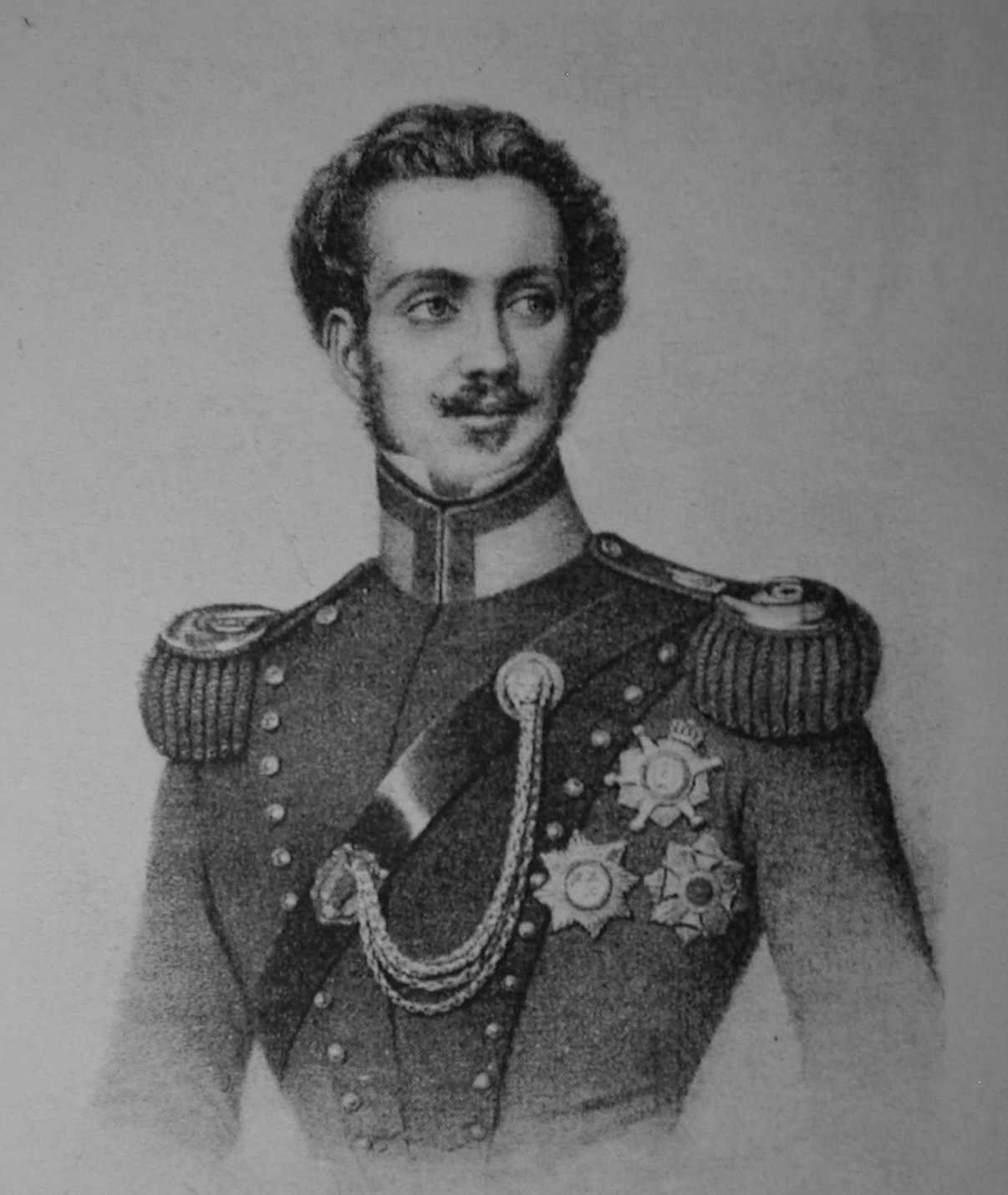
Augusto de Beauharnais 2.° Duque de Leuchtenberg

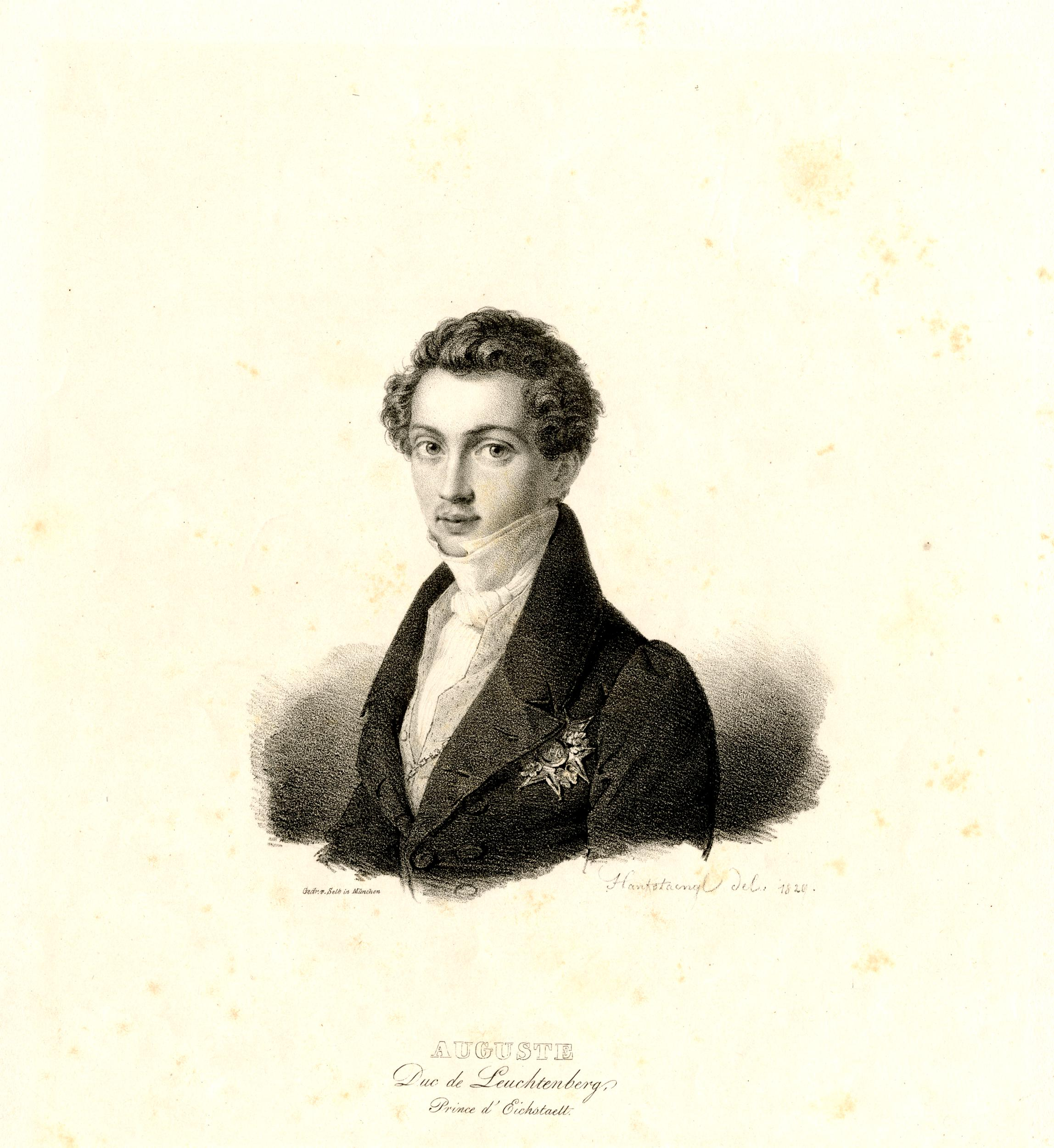
Augusto de Beauharnais, Duque de Leuchtenberg

## Representações na cultura
O ator Miguel Thiré interpretou Augusto de Beauharnais na minissérie O Quinto dos Infernos.